# Чемпионат Шотландии по футболу 1985/1986
Шотландский Премьер Дивизион 1985/1986 (англ. Scottish Premier Division 1985/1986) — 89-й сезон чемпионата Шотландии по футболу. Он начался 10 августа 1985 года и закончился 3 мая 1986 года.
В результате разногласий между телевещательными компаниями и Шотландской футбольной лигой, матчи чемпионата не транслировались по телевидению с сентября 1985 года по март 1986 года, то есть большую часть сезона.
Борьба за чемпионство между «Селтиком» и «Хартсом» продолжалась до последнего тура. «Селтику» нужно было обязательно крупно побеждать в Пейсли, а «Харт оф Мидлотиан» в матче против «Данди» устраивала и ничья, и даже поражение при условии некрупной победы «Селтика» в параллельном матче. В конце игры «Данди» — «Хартс» среди тренеров и игроков «Данди» прошёл слух, что в параллельном матче на «Айброксе» «Рейнджерс» и «Мотеруэлл» играли вничью — этот результат выводил «Данди» в случае выигрыша в Кубок УЕФА. Хозяева пошли в атаку и благодаря двум голам в самом конце матча вышедшего на замену Альберта Кидда одержали победу со счётом 2:0. «Рейнджерс» обыграл «Мотеруэлл» с таким же счётом, по дополнительным показателям обошёл «Данди» и попал в еврокубок. «Селтик» уверенно выиграл у «Сент-Миррена» со счётом 5:0 и стал чемпионом по лучшей разнице забитых и пропущенных мячей.
Из-за расширения высшего дивизиона с 10 до 12 команд, в первый дивизион по итогам сезона никто не выбыл.

## Клубы-участники
| Клуб              | Город     |
| ----------------- | --------- |
| Селтик            | Глазго    |
| Харт оф Мидлотиан | Эдинбург  |
| Данди Юнайтед     | Данди     |
| Абердин           | Абердин   |
| Рейнджерс         | Глазго    |
| Данди             | Данди     |
| Сент-Миррен       | Пейсли    |
| Хиберниан         | Эдинбург  |
| Мотеруэлл         | Мотеруэлл |
| Клайдбанк         | Клайдбанк |

## Турнирная таблица
| М  | Команда           | И  | В  | Н  | П  | Мячи    | ±   | О  | Примечания                           |
| -- | ----------------- | -- | -- | -- | -- | ------- | --- | -- | ------------------------------------ |
| 1  | Селтик            | 36 | 20 | 10 | 6  | 67 − 38 | +29 | 50 | Первый раунд Кубка чемпионов 1986/87 |
| 2  | Харт оф Мидлотиан | 36 | 20 | 10 | 6  | 59 − 33 | +26 | 50 | Первый раунд Кубка УЕФА 1986/87      |
| 3  | Данди Юнайтед     | 36 | 18 | 11 | 7  | 59 − 31 | +28 | 47 | Первый раунд Кубка УЕФА 1986/87      |
| 4  | Абердин           | 36 | 16 | 12 | 8  | 62 − 31 | +31 | 44 | Первый раунд Кубка кубков 1986/87    |
| 5  | Рейнджерс         | 36 | 13 | 9  | 14 | 53 − 45 | +8  | 35 | Первый раунд Кубка УЕФА 1986/87      |
| 6  | Данди             | 36 | 14 | 7  | 15 | 45 − 51 | −6  | 35 |                                      |
| 7  | Сент-Миррен       | 36 | 13 | 5  | 18 | 42 − 63 | −21 | 31 |                                      |
| 8  | Хиберниан         | 36 | 11 | 6  | 19 | 49 − 63 | −14 | 28 |                                      |
| 9  | Мотеруэлл         | 36 | 7  | 6  | 23 | 33 − 66 | −33 | 20 |                                      |
| 10 | Клайдбанк         | 36 | 6  | 8  | 22 | 29 − 77 | −48 | 20 |                                      |

И — игры, В — выигрыши, Н — ничьи, П — проигрыши, Мячи — забитые и пропущенные голы, ± — разница голов, О — очки